# Rainer Schubert (Philosoph)
Rainer Schubert (* 1948 in Wien; † 28. Juli 2025) war ein österreichischer Philosoph und Hochschullehrer sowie Diplomat.

## Leben
Nach der Matura 1966 in Wien studierte Schubert in seiner Heimatstadt Psychologie, Philosophie und Logistik (1967–1977). Mit der Dissertation Heidegger und das Problem der Technik wurde er 1977 an der Universität Wien zum Dr. phil. promoviert. Von 1978 bis 1994 war er Kursleiter für Philosophie in der Erwachsenenbildung. An der Universität Wien lehrte er als Forschungs- und Vertragsassistent am Institut für Philosophie (1979–1989), Lektor für antike Erkenntnistheorie (1982–1983) und Lektor für Erkenntnistheorie (1992–1993). Von 1994 bis 1999 war er Lektor an der Polytechnischen Universität Temeswar. Als Kulturattaché an der Österreichischen Botschaft Bukarest war er gleichzeitig Leiter des Österreichischen Kulturforums Bukarest. Unterdessen hielt er Gastvorlesungen an der Universität Bukarest. An der Babeș-Bolyai-Universität Cluj war er als Universitätsprofessor für Philosophie von 2007 bis 2009 tätig. Ab 2011 lehrte er als Professor an der Philosophisch-Theologischen Hochschule Benedikt XVI. in Heiligenkreuz.
Rainer Schubert starb im Juli 2025 im Alter von 77 Jahren nach kurzer schwerer Krankheit.

## Wirken
Zentrales Thema der Schriften Schuberts ist die Konfrontation der modernen Technik mit der christlichen Religion. Er vertritt die Auffassung, dass die christliche Religion die entscheidende geistige Orientierung in der globalisierten Welt darstellt. Nach langjähriger Beschäftigung mit der Sichtweise Heideggers über die Technik in Konfrontation mit der Vernunftphilosophie Kants behandelte Schubert zentral die neue und bislang ungeklärte Frage, welche rechtlichen Konsequenzen die Tatsache hat, dass der Mensch von der Schwerkraft auf der Erde gehalten wird. Die Schwerkraft ist Gegenstand der Physik, steht aber nicht im Zentrum der menschlichen Lebenswelt. 
Zu bedenken sei, warum der Mensch ausgerechnet auf der Erde und vermutlich sonst nirgendwo anders existiert. Aus dieser Fragestellung ergebe sich die weitere Frage nach den technischen Möglichkeiten des Menschen, in den Weltraum auszugreifen. Eine entsprechende Reflexion über die Technik setze dann eine Technikphilosophie voraus, deren Möglichkeit zu thematisieren sei. Zur Gewinnung der nötigen geistigen Distanz zur alles beherrschenden Technik sei ein neues Verständnis von Transzendenz nötig. Schubert vertritt den Standpunkt, dass diese Transzendenz am besten durch die christliche Religion vermittelt wird.

## Veröffentlichungen (Auswahl)
- Die Atombombe in uns. Zur Kritik der Philosophie der Selbstverwirklichung (= Genealogica. Bd. 5). Verlag Die Blaue Eule, Essen 1985, ISBN 3-924368-89-9.
- Zur Möglichkeit von Technikphilosophie. Versuch einer modernen Kritik der Urteilskraft. Passagen-Verlag, Wien 1989, ISBN 3-900767-23-8.
- Das Problem der Zuhandenheit in Heideggers „Sein und Zeit“ (= Europäische Hochschulschriften. Reihe 20, Band 451). Lang, Frankfurt u. a. 1995, ISBN 3-631-44839-2.
- Was heißt sich im Denken orientieren? Eine christlich-philosophische Abhandlung (= Europäische Hochschulschriften. Reihe 20, Band 455). Lang, Frankfurt u. a. 1995, ISBN 3-631-44838-4.
- Der minimale Weltstaat. Zur politischen Interpretation der Schwerkraft. Lang, Frankfurt u. a. 2003, ISBN 3-631-50719-4.
- Räumlichkeit online. Der Mensch im Internet. Passagen-Verlag, Wien 2009, ISBN 978-3-85165-910-8.
- Weltrecht. Ein neues globales Rechtsbewusstsein aus christlichem Geist. Be&Be, Heiligenkreuz 2015, ISBN 3-902694-72-6.
- Die Grenzen des Völkerrechts. Zur kommenden Sternstunde des Christentums. Be&Be, Heiligenkreuz 2021, ISBN 978-3903602182.

Als Übersetzer
- Lucian Blaga: Die luziferische Erkenntnis. Lit, Wien u. a. 2012, ISBN 978-3-643-50405-0.
- Lucian Blaga: Das dogmatische Weltalter. Lit, Wien u. a. 2014, ISBN 978-3-643-50610-8.
- Lucian Blaga: Die transzendente Zensur. Frank & Timme, Berlin 2015, ISBN 3-7329-0161-0.
- Lucian Blaga: Über das philosophische Bewusstsein. Frank & Timme, Berlin 2016, ISBN 3-7329-0261-7.
- Lucian Blaga: Das Experiment und der mathematische Geist. new academic press, Wien 2017, 239 S., ISBN 978-3-7003-1993-1.
- Lucian Blaga: Wissenschaft und kreatives Denken. new academic press, Wien 2018, ISBN 978-3-7003-2057-9.
- Lucian Blaga: Die Entstehung der Metapher und der Sinn von Kultur. new academic press, Wien 2019, ISBN 978-3-7003-2113-2.